# Valck
Valck var en tysk-nederländsk familj som under 1600-talet byggde upp ett betydande köpmannahus i Göteborg fokuserat på fjärrhandel.
Köpmannahuset handlade med vin, koppar, beck, textilier och tjära. Familjens handelsnätverk sträckte sig från Spanien i syd till Östersjöländerna i norra Europa.